# 岡田重勝
岡田 重勝（おかだ しげかつ、生没年不詳）は、安土桃山時代の砲術家。通称は助之丞。

## 経歴・人物
天正・文禄頃の人物で、一火流砲術の始祖である泊一火の門人。駿府城代の青山幸能（交代寄合旗本。丹後宮津藩主青山幸秀の弟。）に仕えた。